# Lipovci
Lipovci (węg.: Hársliget) – miejscowość w Słowenii w gminie Beltinci.